# Puchar Palestyny (2016/2017)
Puchar Palestyny 2016–2017 – rozgrywki piłkarskie mające na celu wyłonienie mistrza Palestyny w piłce nożnej. Tytuł ten zdobyła drużyna Shabab Rafah.
Zawody miały format pucharowy, przy czym osobna drabinka była dla drużyn ze Strefy Gazy i osobna dla drużyn z Zachodniego Brzegu.

## Puchar Strefy Gazy[2]
p oznaczna wygraną po serii rzutów karnych

### I runda eliminacji
| Drużyna 1          | Wynik           | Drużyna 2         |
| 16 grudnia 2016    | 16 grudnia 2016 | 16 grudnia 2016   |
| ------------------ | --------------- | ----------------- |
| Hiteen             | 0 : 1           | Al Awda           |
| Al Aqsa            | 2 : 0           | Ahli Al Burij     |
| Al Ataa            | 2 : 1           | Shabab AL Maghazi |
| Khdamat Dear Balah | 1 : 2           | AL Shawka         |
| Jamaee Rafah       | 2 : 1           | Al Wefaq          |
| Mojama Islami      | 5 : 1           | Al Zaytoon        |
| 17 grudnia 2016    |                 |                   |
| Ittihad Dear Balah | 2 : 3           | Shabab Al Zawaida |
| Al Redwan          | 2 : 1           | AL Yarmouk        |
| Shabab Maan        | 0 : 2           | Al Tarabot        |
| 18 grudnia 2016    |                 |                   |
| Namaa              | 4 : 2           | Al Shafae         |
| Beit Hanoun        | 4 : 1           | Al Amal           |
| Al Jazeera         | 2 : 1           | Palestine         |

Raporty: I runda

### II runda eliminacji
| Drużyna 1         | Wynik           | Drużyna 2       |
| 23 grudnia 2016   | 23 grudnia 2016 | 23 grudnia 2016 |
| ----------------- | --------------- | --------------- |
| Al Tarabot        | 0 : 4           | Al Mashtal      |
| Al Ataa           | 1 : 1 (2 : 4 p) | Ittihad Jabalia |
| Shabab Al Zawaida | 1 : 0           | Namaa           |
| 24 grudnia 2016   |                 |                 |
| Al Awda           | 1 : 1 (5 : 4 p) | Al Aqsa         |
| Al Redwan         | 2 : 1           | Al Jazeera      |
| AL Shawka         | 0 : 2           | Ahli Al Nosirat |
| 25 grudnia 2016   |                 |                 |
| Beit Hanoun       | 1 : 0           | Al Masdar       |
| Jamaee Rafah      | 1 : 1 (6 : 7 p) | Mojama Islami   |

Raporty: Runda II

### 1/16 finału
| Drużyna 1           | Wynik            | Drużyna 2                    |
| 14 kwietnia 2017    | 14 kwietnia 2017 | 14 kwietnia 2017             |
| ------------------- | ---------------- | ---------------------------- |
| Shabab Khanyounis   | 2 : 1            | Mojama Islami                |
| Khadamat Rafah      | 1 : 1 (4 : 3 p)  | Khadamat Al Nosirat          |
| Khadamat Al Burij   | 2 : 1            | Shabab Al Zawaida            |
| Shabab Rafah        | 3 : 0            | Khadamat Al Maghazi          |
| Al Sadaka Club      | 4 : 0            | Al Esteqlal                  |
| 15 kwietnia 2017    |                  |                              |
| Gaza Sporting Club  | 0 : 0 (3 : 1 p)  | Beit Hanoun                  |
| Al Jala             | 4 : 0            | Al Redwan                    |
| Ittihad Shojaeyya   | 1 : 0            | Al Qadesia                   |
| Ittihad Khanyounis  | 3 : 1            | Al Mashtal                   |
| Ahli Gaza           | 0 : 0 (3 : 1 p)  | Al Zaytoon                   |
| Al Tofah            | 1 : 0            | Khadamat Jabalia             |
| 16 kwietnia 2017    |                  |                              |
| Khadamat Khanyounis | 3 : 1            | Al Salah Islamic Association |
| Khadamat Al Shatea  | 0 : 0 (2 : 4 p)  | Shabab Jabalia               |
| Beat Lahia          | 0 : 1            | Al Awda                      |
| Ahli Beit Hanoun    | 3 : 0            | Ahli Al Nosirat              |
| Hilal Gaza          | 4 : 1            | Ittihad Jabalia              |

Raporty: 1/16

### 1/8 finału
| Drużyna 1          | Wynik            | Drużyna 2           |
| 21 kwietnia 2017   | 21 kwietnia 2017 | 21 kwietnia 2017    |
| ------------------ | ---------------- | ------------------- |
| Shabab Khanyounis  | 0 : 0 (4 : 3 p)  | Khadamat Khanyounis |
| Gaza Sporting Club | 0 : 1            | Al Tofah            |
| 22 kwietnia 2017   |                  |                     |
| Shabab Rafah       | 1 : 0            | Hilal Gaza          |
| Ittihad Shojaeyya  | 0 : 1            | Ittihad Khanyounis  |
| Al Sadaka Club     | 0 : 0 (3 : 1 p)  | Ahli Beit Hanoun    |
| 23 kwietnia 2017   |                  |                     |
| Khadamat Rafah     | 2 : 0            | Al Jala             |
| Shabab Jabalia     | 3 : 2            | Al Awda             |
| Ahli Gaza          | 2 : 2 (5 : 3 p)  | Khadamat Al Burij   |

Raporty: 1/8

### Ćwierćfinały
| Drużyna 1          | Wynik            | Drużyna 2        |
| 28 kwietnia 2017   | 28 kwietnia 2017 | 28 kwietnia 2017 |
| ------------------ | ---------------- | ---------------- |
| Ittihad Khanyounis | 1 : 1 (3 : 5 p)  | Ahli Gaza        |
| Shabab Rafah       | 3 : 1            | Al Sadaka Club   |
| 29 kwietnia 2017   |                  |                  |
| Shabab Khanyounis  | 2 : 1            | Shabab Jabalia   |
| Al Tofah           | 1 : 3            | Khadamat Rafah   |

Raporty: 1/4

### Półfinały
| Drużyna 1         | Wynik       | Drużyna 2      |
| 5 maja 2017       | 5 maja 2017 | 5 maja 2017    |
| ----------------- | ----------- | -------------- |
| Shabab Rafah      | 1 : 0       | Ahli Gaza      |
| 6 maja 2017       |             |                |
| Shabab Khanyounis | 0 : 1       | Khadamat Rafah |

Raporty: 1/2

### Finał
| Drużyna 1    | Wynik        | Drużyna 2      |
| 12 maja 2017 | 12 maja 2017 | 12 maja 2017   |
| ------------ | ------------ | -------------- |
| Shabab Rafah | 2 : 0        | Khadamat Rafah |

Raporty: finał
Najlepszy strzelec:
- Mohammad Alqadi (Shabab Rafah) – 5 goli[3]

## Puchar Zachodniego Brzegu[4]
p oznaczna wygraną po serii rzutów karnych

### I runda eliminacji
| Drużyna 1         | Wynik           | Drużyna 2          |
| 13 grudnia 2016   | 13 grudnia 2016 | 13 grudnia 2016    |
| ----------------- | --------------- | ------------------ |
| Jabal Alzayton    | 2 : 2 (9:11 p)  | Almazra Alsharqiya |
| 16 grudnia 2016   |                 |                    |
| Shabab Abu Dies   | 2 : 2 (1 : 3 p) | Abu Falah          |
| 18 grudnia 2016   |                 |                    |
| Ahli Qalqilya     | 2 : 2 (7 : 5 p) | Shabab Nablus      |
| 19 grudnia 2016   |                 |                    |
| Tammon            | 0 : 3           | Ittihad Nablus     |
| Nuba              | 3 : 7           | Beit Ommar         |
| Joret Alshama     | 1 : 2           | Wad Fukin          |
| 20 grudnia 2016   |                 |                    |
| Marah Mella       | 0 : 0 (2 : 4 p) | Alkarmel           |
| Islami Sour Baher | 2 : 2 (2 : 4 p) | Om Toba            |

Raporty: I runda

### II runda eliminacji
| Drużyna 1          | Wynik           | Drużyna 2                     |
| 20 grudnia 2016    | 20 grudnia 2016 | 20 grudnia 2016               |
| ------------------ | --------------- | ----------------------------- |
| Abu Falah          | 0 : 2           | Isawiya                       |
| Almazra Alsharqiya | 0 : 3           | Al Mouwathfen - Burj Alluqluq |
| 21 grudnia 2016    |                 |                               |
| Attil              | 0 : 4           | Islami Qalqilya               |
| Markez Raqam Wahad | 1 : 0           | Osrin                         |
| 23 grudnia 2016    |                 |                               |
| Ittihad Nablus     | 0 : 3           | Markez Nour Shams             |
| Ahli Qalqilya      | 0 : 0 (5 : 4 p) | Markez Jenin                  |
| Dar Salah          | 2 : 5           | Alkarmel                      |
| Om Toba            | 3 : 7           | Beit Ommar                    |
| 28 grudnia 2016    |                 |                               |
| Ahli Qalqilya      | 0 : 0 (3 : 5 p) | Islami Qalqilya               |
| 31 grudnia 2016    |                 |                               |
| Markez Raqam Wahad | 0 : 0 (5 : 4 p) | Markez Nour Shams             |
| 6 stycznia 2017    |                 |                               |
| Ahli Qalqilya      | 2 : 1           | Markez Nour Shams             |

Raporty: II runda

### 1/16 finału
| Drużyna 1          | Wynik           | Drużyna 2                     |
| 16 lutego 2017     | 16 lutego 2017  | 16 lutego 2017                |
| ------------------ | --------------- | ----------------------------- |
| Ahli Al Khalil     | 3 : 0           | Alarabi Beit Safafa           |
| Markez Balata      | 4 : 1           | Islami Qalqilya               |
| Shabab Al Dharia   | 5 : 1           | Ahli Qalqilya                 |
| Shabab Al Khalil   | 3 : 0           | Al Mouwathfen - Burj Alluqluq |
| Markez Tulkarm     | 5 : 0           | Wad Fukin                     |
| Thaqafi Tulkarm    | 2 : 1           | Silwan                        |
| 17 lutego 2017     |                 |                               |
| Shabab Alkhader    | 2 : 0           | Markez Raqam Wahad            |
| Taraji Wad Alness  | 2 : 0           | Shabab Alobaideya             |
| Hilal Alquds       | 1 : 1 (6 : 7 p) | Alshoban Almuslimin           |
| Shabab Alamari     | 5 : 1           | Beit Ommar                    |
| Jabal Mukaber      | 0 : 1           | Abna Alquds                   |
| 18 lutego 2017     |                 |                               |
| Shabab Alsamu      | 2 : 0           | Isawiya                       |
| Mosaset Al Bireh   | 0 : 2           | Markez Askar                  |
| Shabab Dora        | 1 : 0           | Alkarmel                      |
| 19 lutego 2017     |                 |                               |
| Shabab Yatta       | 0 : 1           | Tubas                         |
| Palestinian Forces | 3 : 2           | Jenin                         |

Raporty: 1/16

### 1/8 finału
| Drużyna 1           | Wynik           | Drużyna 2        |
| 24 Mar 2017         | 24 Mar 2017     | 24 Mar 2017      |
| ------------------- | --------------- | ---------------- |
| Taraji Wad Alness   | 2 : 1           | Markez Tulkarm   |
| Tubas               | 0 : 1           | Shabab Alsamu    |
| 25 Mar 2017         |                 |                  |
| Alshoban Almuslimin | 0 : 0 (4 : 2 p) | Shabab Alamari   |
| Shabab Alkhader     | 0 : 0 (1 : 4 p) | Abna Alquds      |
| 11 kwietnia 2017    |                 |                  |
| Palestinian Forces  | 0 : 0 (5 : 4 p) | Shabab Al Dharia |
| Thaqafi Tulkarm     | 3 : 0           | Shabab Dora      |
| 12 kwietnia 2017    |                 |                  |
| Shabab Al Khalil    | 1 : 1 (4 : 1 p) | Markez Balata    |
| Markez Askar        | 0 : 3           | Ahli Al Khalil   |

Raporty: 1/4

### Ćwierćfinały
| Drużyna 1           | Wynik        | Drużyna 2         |
| 28 maja 2017        | 28 maja 2017 | 28 maja 2017      |
| ------------------- | ------------ | ----------------- |
| Alshoban Almuslimin | 0 : 4        | Taraji Wad Alness |
| Abna Alquds         | 2 : 4        | Ahli Al Khalil    |
| 29 maja 2017        |              |                   |
| Thaqafi Tulkarm     | 2 : 3        | Shabab Alsamu     |
| Palestinian Forces  | 0 : 3        | Shabab Al Khalil  |

Raporty: 1/4

### Półfinały
| Drużyna 1         | Wynik        | Drużyna 2        |
| 31 maja 2017      | 31 maja 2017 | 31 maja 2017     |
| ----------------- | ------------ | ---------------- |
| Taraji Wad Alness | 1 : 2        | Ahli Al Khalil   |
| 1 Jun 2017        |              |                  |
| Shabab Alsamu     | 0 : 1        | Shabab Al Khalil |

Raporty: 1/2

### Finał
| Drużyna 1       | Wynik           | Drużyna 2        |
| 17 czerwca 2017 | 17 czerwca 2017 | 17 czerwca 2017  |
| --------------- | --------------- | ---------------- |
| Ahli Al Khalil  | 0 : 0 (3 : 1 p) | Shabab Al Khalil |

Raporty: finał
Najlepszy strzelec:
- Khaldon Elhalman (Ahli Al Khalil) – 5 goli[5]

## Finał Pucharu Palestyny[6]
| 1 sierpnia 201717:00 czasu lokalnego | Shabab Rafah                                    | 2:0 | Ahli Al-Khaleel | Yarmouk Stadium, Gaza |
| 1 sierpnia 201717:00 czasu lokalnego | Said Alsbakhi 61' (pen.) · Mohammad Abu Dan 86' | 2:0 |                 | Yarmouk Stadium, Gaza |